# Izraelský institut pro biologický výzkum
Izraelský institut pro biologický výzkum (hebrejsky: המכון למחקר ביולוגי בישראל, anglicky: Israel Institute for Biological Research, IIBR) je vládní obranný výzkumný institut specializující se v oblasti biologie, farmaceutické chemie a ekologických věd. Nachází se ve městě Nes Cijona v Izraeli, přibližně 20 km jižně od Tel Avivu. Má zhruba 350 zaměstnanců, z čehož 150 je vědců.

## Popis
Institut je pod přímým dohledem kanceláře premiéra Státu Izrael a úzce spolupracuje s vládními agenturami. Podílí se na mnoha veřejných projektech, na kterých spolupracuje s mezinárodními výzkumnými organizacemi (vládními i nevládními) a univerzitami. Výsledky jeho studií jsou často publikovány v národních a mezinárodních vědeckých publikacích.
Institut byl založen roku 1952 profesorem Ernstem Davidem Bergmannem, vědeckým poradcem premiéra Davida Ben Guriona, a Dr. Alexandrem Keynanem z ministerstva obrany. Alexander Keaynan byl pak prvním ředitelem institutu.
Mezi oblasti zkoumání a výzkumů institutu patří:
- lékařské diagnostické techniky
- mechanismy patogenních onemocnění
- vakcíny a léčiva
- syntéza proteinů a enzymů a jejich inženýrství
- proces biotechnologie
- odhad znečištění znečištění ovzduší
- environmentální detektory a biosenzory

Institut má také neveřejnou oblast výzkumu. Vzhledem k utajení a obrannému charakteru, se všeobecně předpokládá, že institut vyvíjí vakcíny a protilátky k chemickým a biologickým zbraním.